# حملة الكاميرون

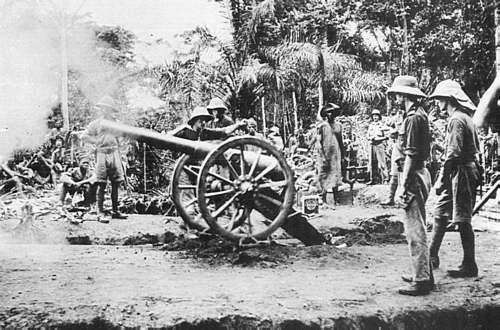

وقعت حملة الكاميرون أو الحملة الكاميرونية في المستعمرات الألمانية الكاميرونية في ميدان الحرب العالمية الأولى في أفريقيا عندما غزت قوات الإمبراطورية البريطانية والجمهورية الفرنسية الثالثة وبلجيكا مستعمرات الإمبراطورية الألمانية من الأعوام 1914 حتى 1916. أغلب وقائع الحرب حدثت في الكاميرون لكنها انتقلت أيضًا في المستعمرة البريطانية النيجيرية.